# أحمد أوميت
أحمد أوميت (بالتركية:Ahmet Ümit) شاعر وكاتب تركي.

## حياته
ولد في العام 1960 في مدينة غازي عنتاب جنوبي تركيا وانتقل إلى إسطنبول في العام 1978 لينتسب إلى الجامعة. في العام 1983 أنهى تخرجه من كلية الإدارة العامة في جامعة مرمرة وبدأ في نفس العام كتابة أول قصصه.
كان أوميت عضواً فاعلاً في الحزب الشيوعي التركي بين عامي 1974 و1989، وشارك في «الحركة السرية من أجل الديمقراطية» حين كانت تركيا ترزح تحت وطأة الديكتاتورية العسكرية بين 1980-1990. منذ العام 1989، كان أوميت قد نشر ديوان شعر واحداً، وثلاثة مجلدات قصص قصيرة، وكتاب حكايات شعبية، وحكاية قصيرة، وست روايات طويلة.
يُعد أوميت أحد أشهر الكتّأب المعاصرين في تركيا، ويُعرف عنه إتقانه أدب الغموض- كما يتضح في عدد من رواياته وقصصه القصيرة الأكثر مبيعاً- وتقديمه الخلفية السياسية والتاريخية الفريدة لبلده الأم.

## مؤلفاته
تجاوزت أعماله الثلاثين كتاب، ولم يتم ترجمة سوى بضع روايات من أعماله إلى اللغة العربية، وهي:
- صروح إسطنبول.
- باتاسانا (كاتب القصر الملكي).
- باب الأسرار.
- عندما تهمس أشجار بيرا.
- اغتيال السلطان.
- مذكرات قاتل.
- الليل والضباب.
- الدمية.

## روابط خارجية
- أحمد أوميت على موقع IMDb (الإنجليزية)